# Saïd Boutahar
Saïd Boutahar, né le 12 août 1982 Rotterdam (Pays-Bas), est footballeur néerlandais d'origine marocaine.

## Biographie

### Débuts en Eredivisie
Né à Rotterdam, Saïd Boutahar grandit à Kralingen-Crooswijk jusqu'à ses 4 ans avant d'habiter au Maroc. À l'âge de 7 ans, il retourne aux Pays-Bas pour résider Marinus van der Stoepstraat, un quartier connu de la banlieue de Rotterdam. Il y grandit dans une famille marocaine et commence le football chez les jeunes de l'Excelsior Rotterdam. À l'âge de 15 ans, il est repéré par les scouts du Feyenoord Rotterdam. Il signe au sein du club en 1997 et évolue dans l'académie avec des amis d'enfance tel que Robin van Persie ou encore Mounir El Hamdaoui. En décembre 2001, il fait ses débuts professionnels en Eredivisie dans un match à domicile face au NEC Nimègue (victoire, 5-0). Bien qu'il soit réputé comme étant une jeune pépite aux Pays-Bas, il reçoit seulement fois la chance d'enfiler le maillot du Feyenoord dans le championnat néerlandais.

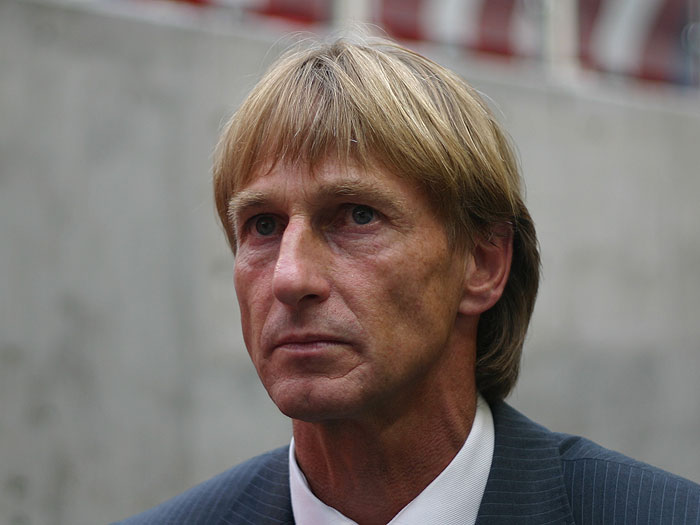
Adrie Koster lance Boutahar en Eredivisie.

Le joueur signe en 2002 un contrat au sein du club de l'Excelsior Rotterdam afin de retrouver du temps de jeu et de prouver son talent. Après avoir tourné une saison époustouflante, il marque l'histoire du club en marquant dix buts et cinq passes décisives en seulement 35 matchs. En fin de saison, le joueur déclare vouloir passer le cap en rejoignant un plus grand club.
Avec très peu de propositions lors du mercato d'été 2003, il rejoint le RKC Waalwijk et reçoit le numéro 10 ainsi que le brassard de capitaine sous coaching de Martin Jol. Dans le club du RKC Waalwijk, le joueur continue à faire parler de lui aux Pays-Bas en tournant de nouveau une grosse saison, marquant sept buts et six passes décisives en 37 matchs.
En 2004, il signe au NEC Nimègue avec l'entraîneur Johan Neeskens qui lui promets une place de titulaire tout au long de la saison. Il joue une saison complète lors de sa première saison sans marquer de buts. Lors de sa deuxième saison, il tourne à nouveau une saison complète mais vierge sans but. Lors de sa troisième saison, l'entraîneur quitte le club et est remplacé par Mario Been qui utilisera Boutahar comme doublure. Cet événement va conduire Saïd Boutahar à une diminution de temps de jeu comparé à ses saisons précédentes. Cependant, Henk ten Cate, entraîneur de l'Ajax Amsterdam à cette époque, propose à Saïd Boutahar une place parmi les rangs des ajacides. Boutahar déclinera la demande, pensant qu'il n'y trouvera aucune place parmi les titulaires.

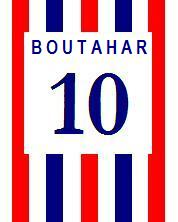
Lors de son passage au Willem II, Boutahar évolue sous numéro 10.

En janvier 2007, le Rotterdamois est prêté au Willem II Tilburg et rejoint son amis d'enfance Mounir El Hamdaoui. Il joue une saison au sein du club et voit son contrat avec le NEC Nimègue prendre fin. Le Willem II Tilburg le fera alors signer un contrat de deux ans et utilisera Boutahar comme un élément important pour éviter la relégation en deuxième division néerlandaise. Il participe aux plays-offs et joue un grand rôle dans le maintien du club en Eredivisie. Lors de la saison 2006-2007, il aura joué un total de 17 matchs, sans marquer de buts. Lors de sa deuxième saison, il devient de plus en plus un élément clé sous Andries Jonker. Il participe à 32 matchs, toujours sans marquer de buts. Lors de cette saison, le joueur est victime de plusieurs critiques, lui reprochant avoir perdu son niveau lors de son début de carrière. Il tourne une saison en écopant de trois carton rouges et manque plusieurs matchs cruciaux. Il termine la saison 2007-2008 en voyant son contrat prendre fin. Le club fera de nouveau signer Boutahar un contrat de deux ans. Lors de sa signature, il déclare: "J'ai bien trouvé ma place dans ce club. Je sens que je me suis amélioré par rapport aux saisons précédentes et je pense que je dois continuer sur cette lancée afin de passer le prochain cap en signant dans un plus grand club".

### Passage en Liga et accusations
Le 9 septembre 2010, il rejoint le club du Real Saragosse, club évoluant en Liga espagnole. Il joue 21 matchs, dont la moitié en tant qu'attaquant pointe et termine la saison à la 13ème place du classement espagnol.
Lors de son passage en Espagne, le joueur est soupçonné de matchfixing dans plusieurs matchs ayant lieu en 2011. Le joueur s'explique devant le tribunal de la FIFA. Selon le Ministère de football à Valence, le club du Levante UD aurait reçu une somme de 965 000 euros pour perdre face au Real Saragosse et la totalité des joueurs auraient été mis au courant. Le joueur nie tous propos bien qu'il ait pris part au match.

### Fin de carrière au Qatar

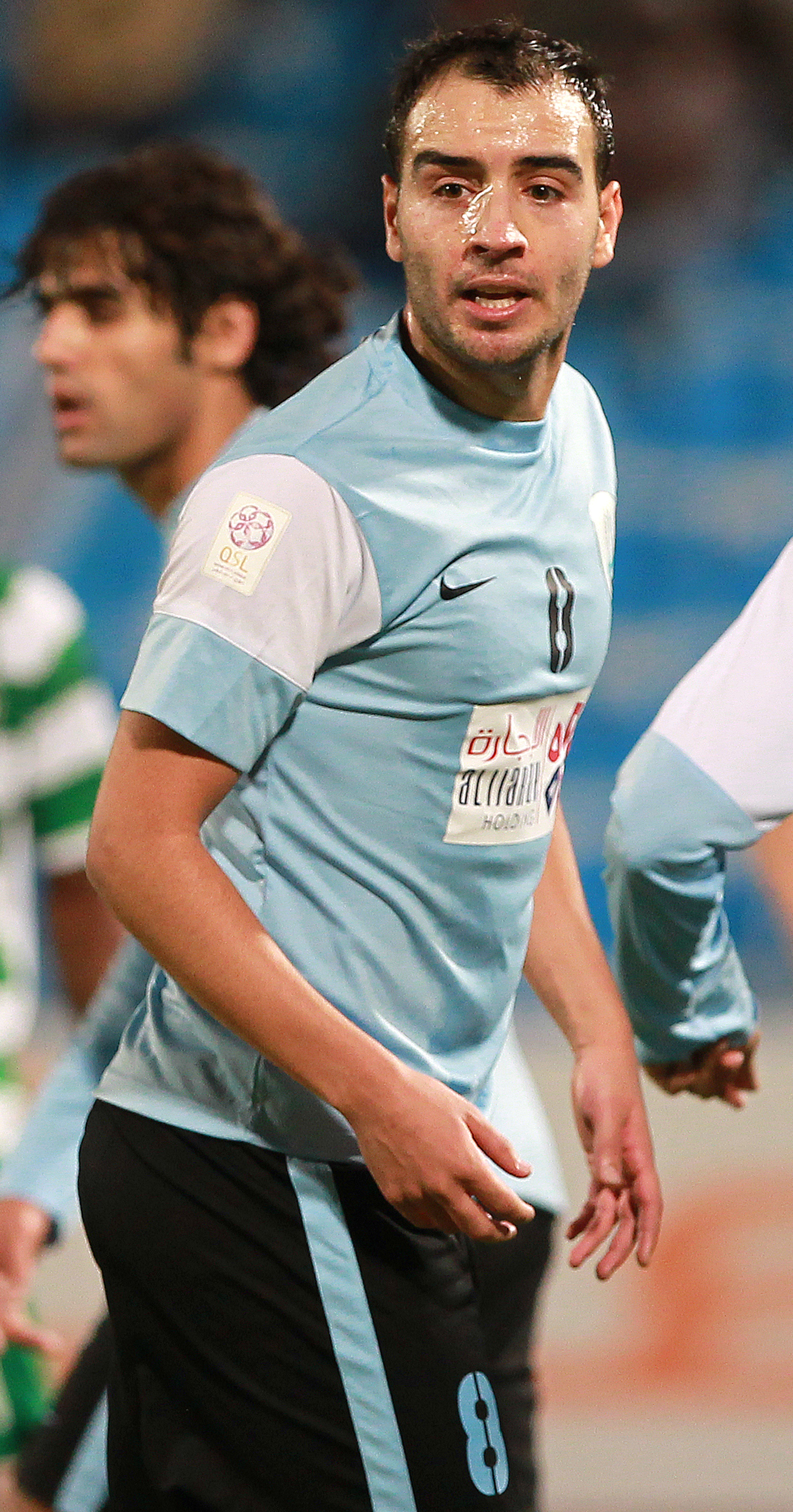
Saïd Boutahar avec l'Al-Wakrah SC en 2011.

Après avoir tourné une saison moyenne en Liga, le joueur est attiré par une offre provenant du Qatar. Avec un salaire astronomique, le joueur ne tourne pas le dos et signe au sein du club d'Al-Wakrah SC. Il y joue trois saisons avant de continuer son aventure qatarienne à l'Umm Salal SC, avant de faire son retour à l'Al-Wakrah SC. En 2014, il signe un contrat d'un an avec le club du Al Shamal avant de se retrouver sans club. 
Un an plus tard, le joueur met un terme à sa carrière footballistique.
Depuis 2018, Boutahar est agent de football et scoute plusieurs jeunes footballeurs évoluant aux Pays-Bas.

### Carrière internationale
Saïd Boutahar reçoit plusieurs sélections avec les jeunes des Pays-Bas. Bien que ce dernier soit plusieurs fois pré-sélectionné avec l'équipe A des Oranjes, le joueur déclare vouloir évoluer avec la sélection marocaine mais ces derniers ne montreront aucun intérêt envers le jeune Boutahar, étant alors âgé de 24 ans.

## Palmarès
- Al-Sadd SC
  - Championnat du Qatar
    - Vainqueur : 2013.

  - Coupe Crown Prince de Qatar
    - Finaliste : 2013.

  - Coupe du Qatar
    - Finaliste : 2013.

## Vie privée
En 2008, Boutahar épouse une femme également d'origine marocaine et déménage au sud de Rotterdam.